# Emma Moffatt
Emma Moffatt (Moree, 7 settembre 1984) è una triatleta australiana.

## Carriera
È l'attuale campionessa campionessa del mondo di triathlon.
Si mette subito in mostra ai campionati di triathlon di Oceania, vincendo la medaglia di bronzo a Sydney nel 2005 nella categoria under 23.
Nel 2006 si migliora ai campionati di triathlon di Oceania, categoria under 23, vincendo la medaglia d'argento a Penrith. Nella categoria Élite agli stessi campionati, svoltisi a Geelong, arriverà 3° assoluta. La conferma del suo talento arriva ai mondiali di Losanna del 2006, categoria under 23, dove per soli 2" perde l'oro a vantaggio della sua connazionale Erin Densham.
Il 2007 è un anno di transizione verso le Olimpiadi dell'anno successivo. Si aggiudica la gara di coppa del mondo di Edmonton e arriva 2º a quella di Tiszaujvaros.

### Le Olimpiadi di Pechino
Nel 2008 diventa campionessa di Oceania di triathlon a Wellington e si presenta ai giochi olimpici come una delle favorite. Alle Olimpiadi di Pechino non smentisce le attese, arrivando 3º assoluta dietro la connazionale Emma Snowsill e alla fortissima portoghese Vanessa Fernandes.

### Campionessa del mondo
Emma ha vinto i Campionati del mondo di triathlon del 2009, arrivando 2º assoluta a Tongyeong e vincendo le altre gare della stagione ITU World Championship Series in cui ha gareggiato: Washington DC, Kitzbuhel, Amburgo e la Grand Finale di Gold Coast.
Nel 2010 comincia bene la stagione con due terzi posti in altrettante gare della stagione ITU World Championship Series: Sydney e Seul.

## Titoli
- Campionessa del mondo di triathlon (Élite) - 2009
- Campionessa di triathlon d'Oceania (Élite) - 2008